# P L E R E D
P L E R E D is een bestuurslaag in het regentschap Purwakarta van de provincie West-Java, Indonesië. P L E R E D telt 5162 inwoners (volkstelling 2010).